# Sztuczny układ ekologiczny
Sztuczny układ ekologiczny – sztucznie wytworzony ekosystem, pozwalający w sposób uproszczony zapewnić krążenie substancji.
Najprostszym układem ekologicznym jest połączenie pożywka – glony – człowiek – wydaliny – pożywka, w którym każde poprzednie ogniwo jest źródłem następnego. Badania nad układem ekologicznym prowadzone są zwłaszcza w biologii kosmicznej, gdzie w ich konstrukcji upatruje się możliwości realizacji coraz to dłuższych lotów kosmicznych.

## Obecne wykorzystanie
Dotychczas układ wykorzystywany jest w niektórych lotach, w celu wytworzenia i utrzymania na odpowiednim poziomie składu sztucznej atmosfery wewnątrz statku, zastępującej powietrze na Ziemi (np. wydalany przez człowieka dwutlenek węgla – glony – tlen – człowiek – dwutlenek węgla)